# 武吉知馬路
武吉知馬路（英語：Bukit Timah Road），是新加坡的主要幹道，從市中心一直伸延到兀蘭路（Woodlands Road），隨之通往馬來西亞新山。武吉知馬路始建於1845年，得名自武吉知馬山，全長25（15.5英里），是新加坡其中一條最長的道路，途經小印度、紐頓路、花拉路、新加坡植物园、武吉知馬等地
。

## 伸延閱讀
- Victor R Savage, Brenda S A Yeoh (2004), Toponymics A Study of Singapore Street Names, Eastern University Press, ISBN 981-210-364-3